# La Prise de la tour Malakoff
La Prise de la tour Malakoff est un tableau réalisé par le peintre français Horace Vernet en 1858. Commande passée en 1856 par la commune d'Autun dans le but d'honorer Patrice de Mac Mahon, un natif de Saône-et-Loire qui s'est distingué pendant la récente guerre de Crimée, cette huile sur toile est conservée au musée Rolin.
Il s'agit d'une peinture de bataille à la composition originale. Elle 
représente l'instant de la victoire de l'Armée française au terme de la bataille de Malakoff, le 8 septembre 1855 à Sébastopol. Le général Mac Mahon est figuré en vainqueur au sommet d'une colline jonchée de cadavres, alors que l'un de ses zouaves y plante un drapeau tricolore troué. Il pointe du doigt vers le sol, semblant répondre à un allié britannique, qui le salue, son « J'y suis, j'y reste » demeuré fameux. 